# Gil Merrick
Gilbert Harold "Gil" Merrick (26. januar 1922 - 3. februar 2010) var en engelsk fodboldspiller (målmand) og manager.
Merrick tilbragte hele sin aktive karriere, fra 1939 til 1960, hos Birmingham City i sin fødeby. Han nåede at spille næsten 500 ligakampe for klubben i løbet af de 21 år.
Merrick spillede desuden 23 kampe for det engelske landshold. Hans første landskamp var et opgør mod Nordirland 14. november 1951, hans sidste en kamp mod Uruguay 26. juni 1954. Han var en del af det engelske hold der deltog ved VM i 1954 i Schweiz, og spillede alle landets tre kampe i turneringen.
Efter at have indstillet sin aktive karriere fungerede Merrick i en årrække som manager, blandt andet for sin gamle klub som aktiv Birmingham City. I 2009, ét år før sin død, fik han opkaldt en tribune på klubbens hjemmebane St. Andrew's efter sig.